# Hellmuth Stutzer
Hellmuth Stutzer (* 23. Januar 1890 in Berlin; † 17. Oktober 1961) war ein deutscher Jurist. Nach 1945 war er der erste Präsident des neu gegründeten Hanseatischen Oberlandesgerichts in Bremen.

## Beruf
Hellmuth Stutzer legte 1914 seine erste juristische Staatsprüfung in Berlin ab und trat als Referendar in den preußischen Justizdienst. Er nahm am Ersten Weltkrieg teil, zuletzt als Leutnant der Reserve. 1918 heiratete er eine Bremerin, erwarb die bremische Staatsbürgerschaft und beendete von 1920 bis 1921 sein Referendariat in Bremen. Im Dezember 1921 erhielt er die Zulassung als Rechtsanwalt beim damals gemeinsamen Hanseatischen Oberlandesgericht der Hansestädte Hamburg, Bremen und Lübeck. Nach dem Zweiten Weltkrieg war er von Juni 1945 bis Januar 1946 Hilfsrichter in Bremen, war aber weiterhin auch als Rechtsanwalt und Notar tätig (bis Ende 1949). Im Juni 1947 wurde er vom Bremer Senat kommissarisch mit dem Aufbau und der Leitung des neu gegründeten Hanseatischen Oberlandesgerichts in Bremen beauftragt, zu dessen erstem Präsidenten er im November 1949 offiziell ernannt wurde. Er wurde 1955 pensioniert. Neben seiner Tätigkeit als Präsident des Oberlandesgerichts war er von 1949 bis 1956 stellvertretender Präsident des Staatsgerichtshofes der Freien Hansestadt Bremen.

## Haltung zum Nationalsozialismus
Laut Personalbogen des Reichsjustizministeriums war Stutzer vor 1933 Mitglied der DNVP. Er gehörte zwar dem NS-Rechtswahrerbund und dem Reichskolonialbund an, trat jedoch nicht in die NSDAP ein. Die Entnazifizierungsspruchkammer stufte ihn daher 1947 als "vom (Entnazifizierungs-)Gesetz nicht betroffen" ein. In der Untersuchung von Hanno Balz zur Arisierung von jüdischem Grundbesitz in Bremen wird Stutzer als ein positives Beispiel genannt. Er war, seitdem den letzten jüdischen Anwälten 1938 die Zulassung entzogen wurde, der Rechtsberater der jüdischen Gemeinde in Bremen, und war dadurch einer jüdischen Hausbesitzerin bekannt, der er im Namen seiner Frau ihr Haus zu einem fairen Preis abkaufte, damit sie 1941 die Kosten der Flucht nach Kuba zahlen konnte. Da er den Preis trotz der Notlage der Verkäuferin nicht gedrückt hatte, bekam er Schwierigkeiten mit dem Katasteramt und der Gestapo, die das Haus beschlagnahmte. Erst nach zwei Gerichtsverfahren und einer Intervention beim Reichsinnenministerium erhielt er das Haus, das 1943 bei einem Bombenangriff zerstört wurde.